# Мајстор Радован
Радован је био вајар и архитекта, који је живео у 13. веку у Далмацији.

## Дело и значај
Његово најпознатије дело је „Радованов портал“, монументално дело романске архитектуре на катедрали у Трогиру, где је он убележио своје име године 1240. у луку над улазом. Овај монументалан портал представља ремек-дело романске архитектуре не само у Хрватској, него и на целом Балканском полуострву. На њему се виде скулптуре и многобројни рељефи са библијским мотивима, са нагим Адамом и Евом изнад приказа лавље скулптуре, док се као главни мотив у романичком луку изнад улазног отвора налази приказ рођења Христа.
Све скулптуре и сам портал су урађени на врло реалистичан начин уз сноп стубова који се завршавају композитним капителима и лукова, од карактеристичних облих полукружних који су примењени у романици и представљају елементе по којима је распознајемо међу архитектонским стиловима. Дело је монументално, репрезентативно, пластично, уз врхунско клесарско извођење овог лепог и превасходно значајног архитектонског дела далматинског мајстора.